# Hüsby
Hüsby település Németországban, Schleswig-Holstein tartományban. Lakosainak száma 827 fő (2023. december 31.).

## Népesség
A település népességének változása:
| Lakosok száma | 496  | 803  | 814  | 776  | 807  | 827  |
|               | 1975 | 2017 | 2019 | 2021 | 2022 | 2023 |